# St. Annen (Prießnitz)

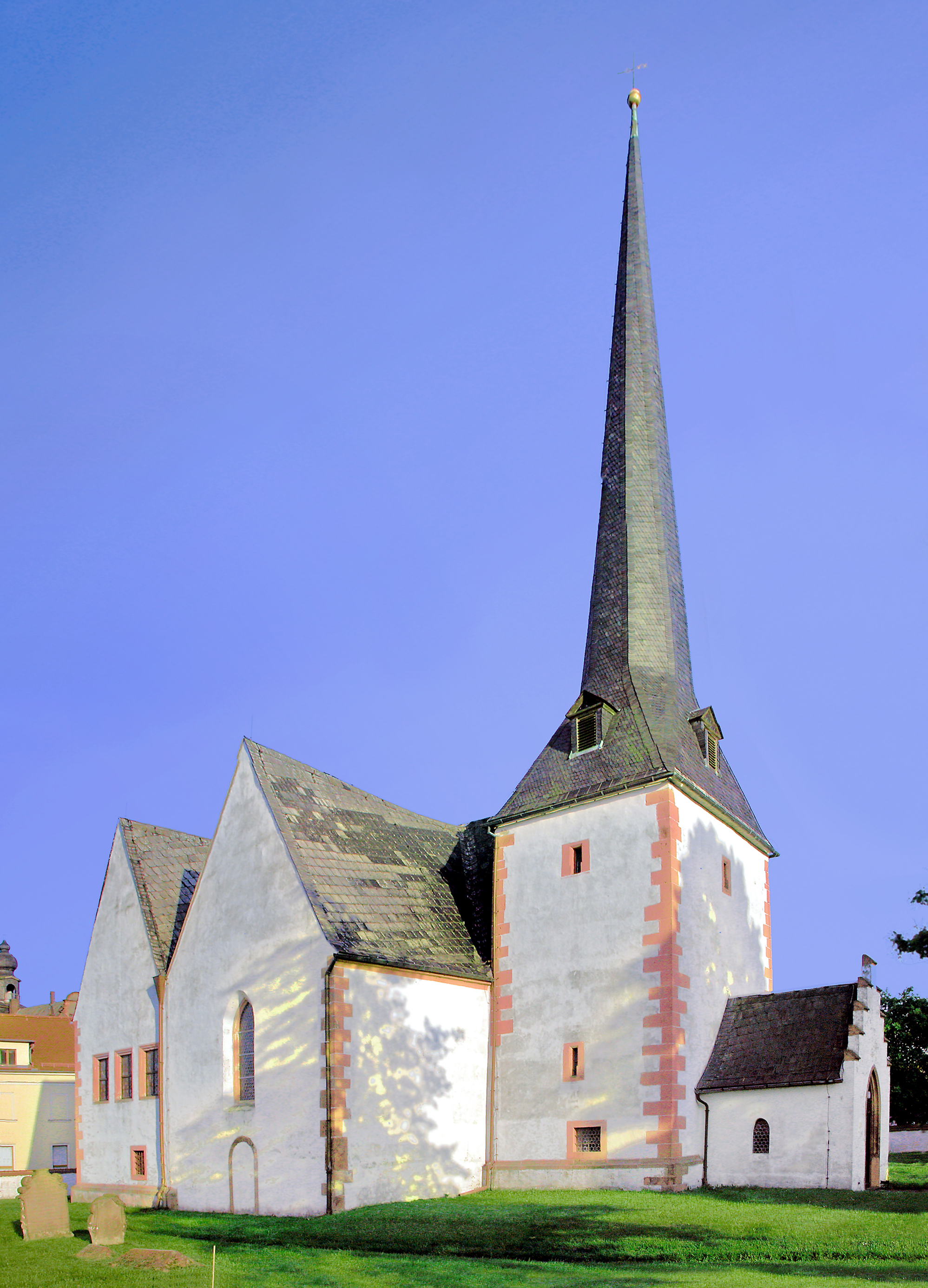
St. Anna (Prießnitz)

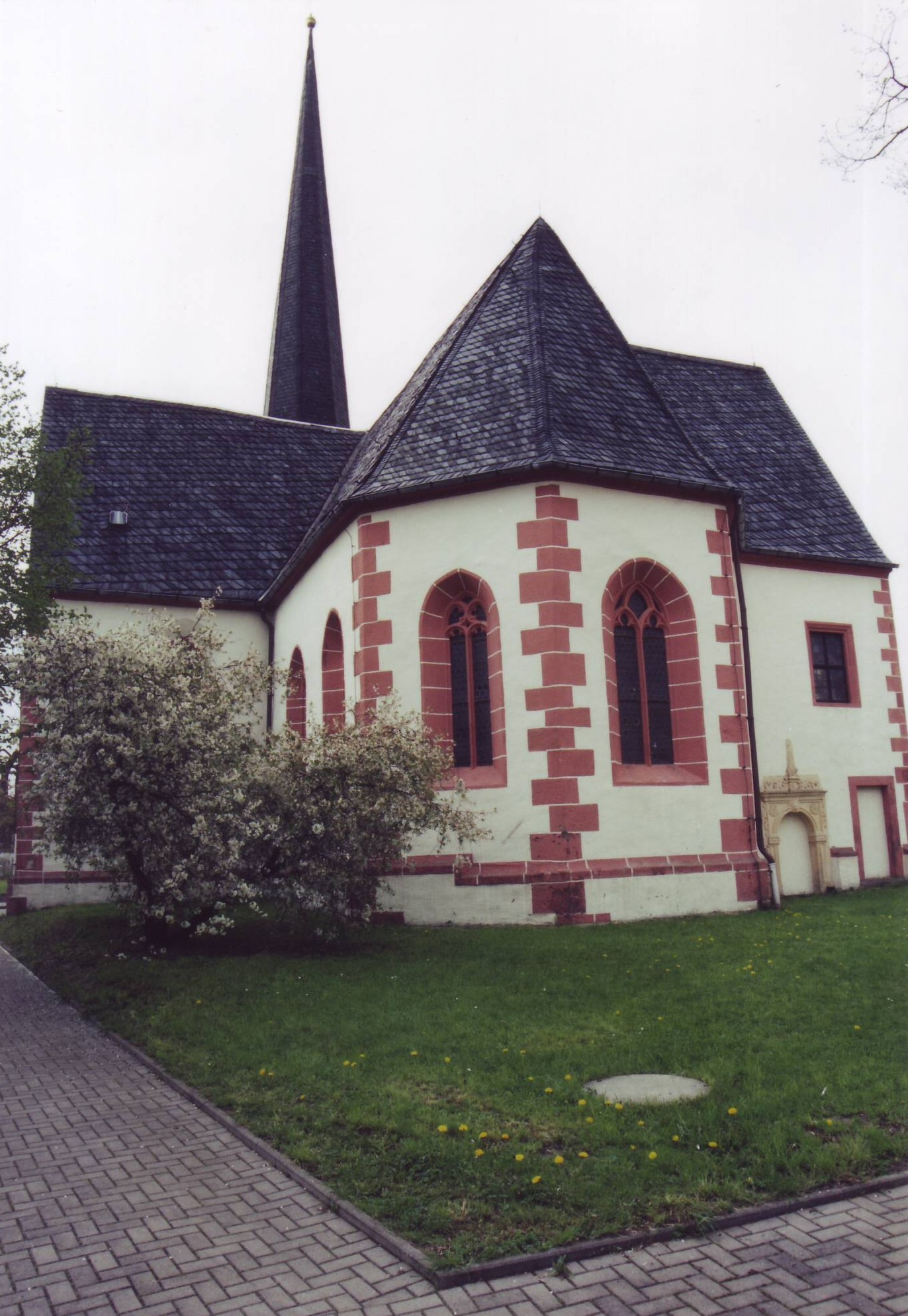
Choransicht

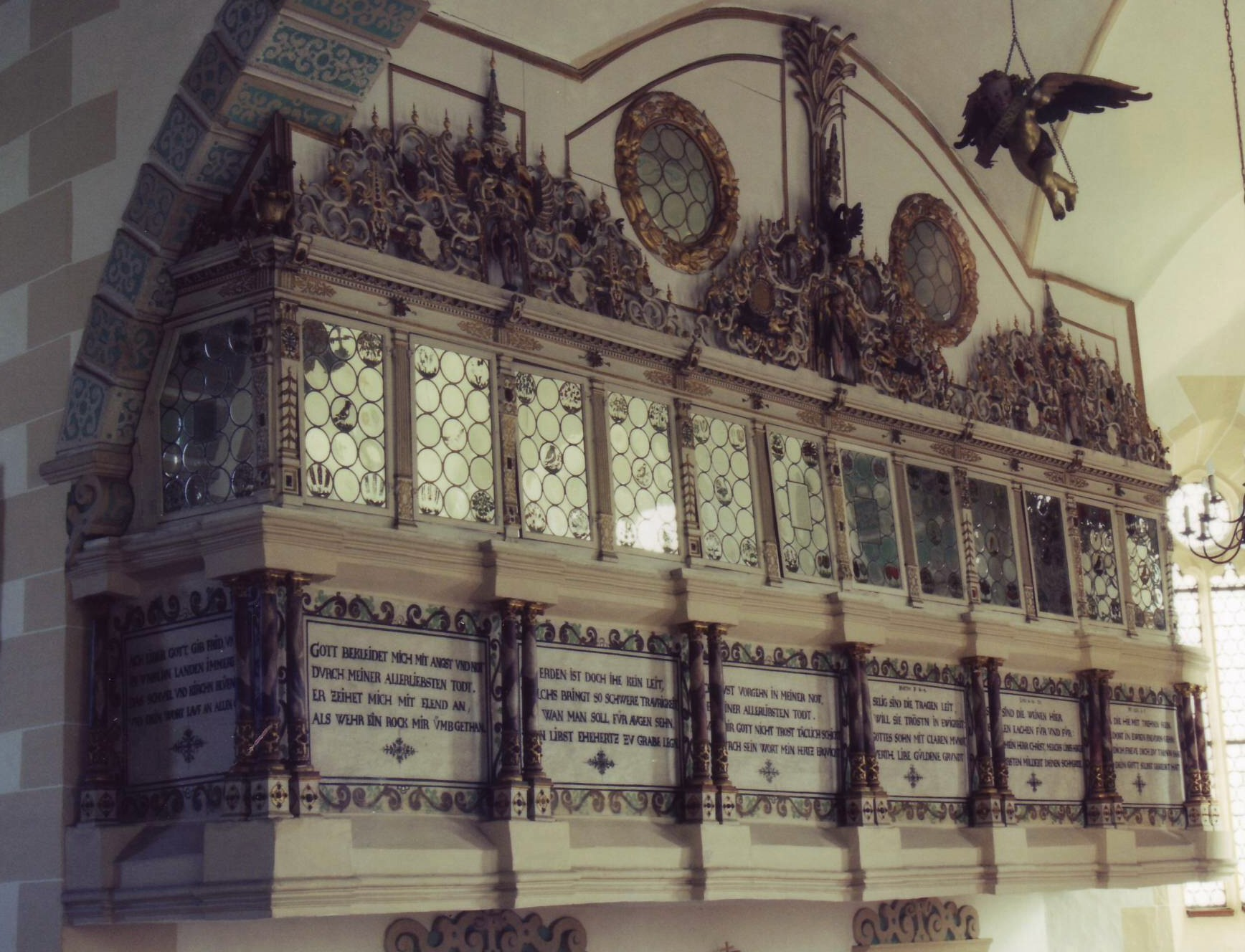
Patronatsloge

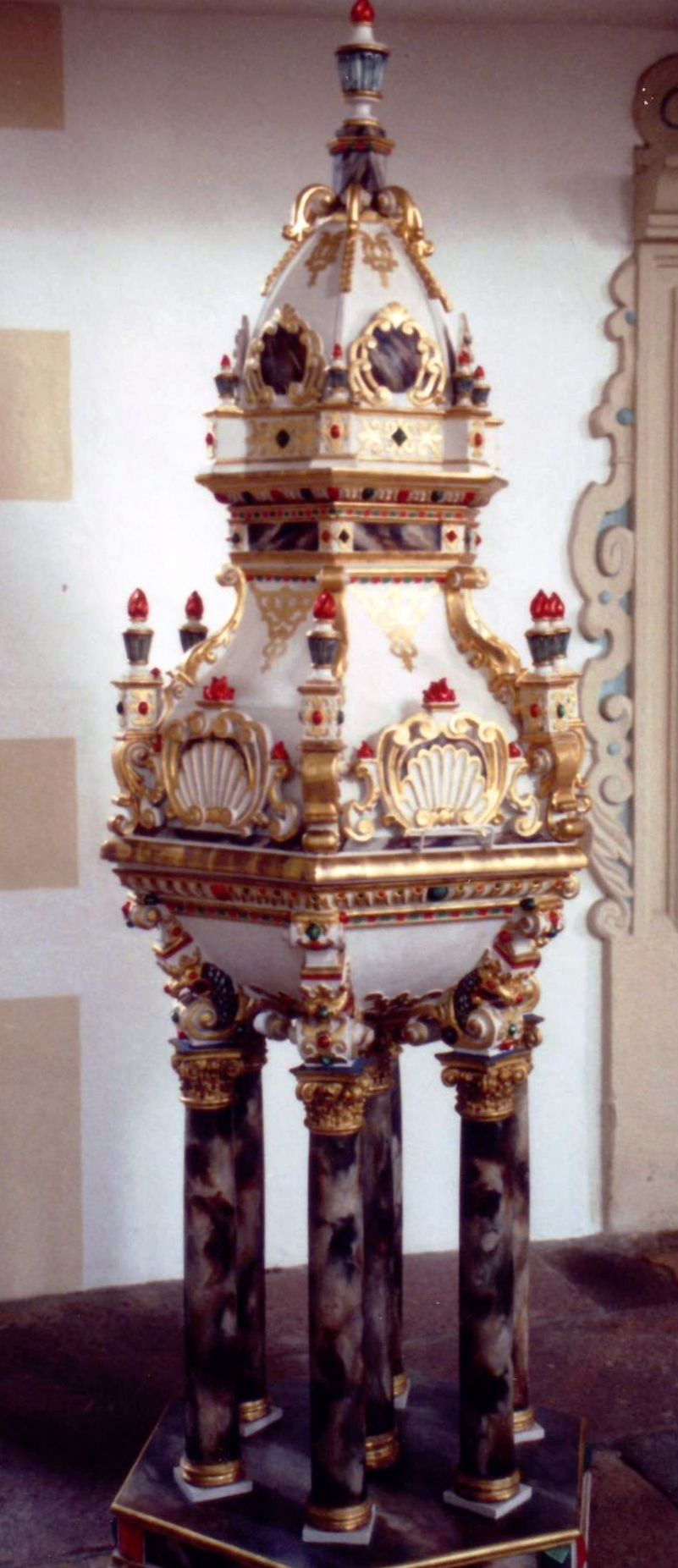
Taufe

Die evangelische Kirche St. Annen ist eine im Kern mittelalterliche Saalkirche im Ortsteil Prießnitz von Frohburg im Landkreis Leipzig in Sachsen mit ungewöhnlich reicher Ausstattung des Manierismus. Sie gehört zum Kirchspiel Kohrener Land-Wyhratal im Kirchenbezirk Leipziger Land der Evangelisch-Lutherischen Landeskirche Sachsens und kann in der Regel nicht besichtigt werden.

## Geschichte und Architektur
Das ursprünglich einschiffige Bauwerk wurde im Jahr 1616 in einen Memorialbau für Anna von Einsiedel umgewandelt; dabei erfolgten ein Umbau auf kreuzförmigen Grundriss, die Einwölbung des Chores und die Schaffung einer künstlerisch wertvollen Ausstattung. Der Westturm und der Chor stammen noch aus der Zeit um das Jahr 1500; eine Restaurierung wurde 1888 durchgeführt, wobei ältere Anbauten abgebrochen und größere Fenster eingesetzt wurden, eine weitere Restaurierung folgte in den Jahren 1962–1972. Das Bauwerk ist ein verputzter Bruchsteinbau mit eingezogenem, dreiseitig geschlossenem Chor mit Maßwerkfenstern. An der Nordseite ist ein zweigeschossiger Anbau, weiterhin ein Treppenturm und ein vermauertes Sitznischenportal mit Beschlagwerkornamentik von 1616 erhalten. Der Westturm wird von einem Zeltdach mit schlanker Pyramide bekrönt.
Das Innere ist mit einer Holzdecke geschlossen; ein spitzer Triumphbogen mit dem Wappen derer von Einsiedel und von Schleinitz führt zum Chor, der mit Kreuzgewölbe geschlossen ist. Eine breite und tiefe, in die Kreuzarme hineinragende Westempore sowie eine Loge mit Gedächtniskapelle für Anna von Einsiedel ist an der Chornordseite eingebaut, die Brüstung zum Chor ist überreich mit Schnitzwerk und Edelsteinimitation geschmückt, im Innern mit rot-schwarzen Darstellungen aus dem Alten und dem Neuen Testament versehen, die Verglasung mit kunstvollen Wappen-, Vogel- und Blumenimitationen.

## Ausstattung

### Liturgische Ausstattung
Die außergewöhnlich aufwändige und künstlerisch wertvolle Ausstattung entstand unter Hans von Einsiedel. Das Hauptstück ist ein aufwändig gestalteter Altar mit korinthischer Säulenordnung und Beschlagwerkrahmung. Die Stifterdarstellung in der Predella wurde von Johann de Perre aus Antwerpen geschaffen, die übrigen Gemälde von Jacob Wendemuth aus Leipzig. Neben der Predella sind die Verkündigung und die Geburt Christi dargestellt, in dem von Wappen gerahmten Hauptbild das Abendmahl, daneben Christus und Moses, in dem reich verzierten Aufsatz die Himmelfahrt Christi. Über den Seitentafeln sind die Personifikationen des Glaubens und der Gerechtigkeit zu sehen. Über der Predella befindet sich eine herausnehmbare Inschrifttafel, auf der Rückseite die Darstellung der Bindung Isaaks und die Erweckung des Lazarus. Das spätgotische Sakramentshäuschen wurde im Jahr 1616 in die Mensa eingefügt.
Die reich verzierte Kanzel stammt aus dem Jahr 1617 und zeigt an der Tür der Kanzeltreppe die gemalten Darstellungen des Sündenfalls und des im Tempel lehrenden Christus von Jacob Wendemuth. An der Brüstung sind die Verkündigung des Herrn und Jakobs Traum von der Himmelsleiter zu sehen, am Korb die von Jean de Perre geschaffenen Darstellungen von Christus und den Evangelisten.
Die prachtvolle hölzerne Taufe mit sieben marmorierten Säulen ist ein Werk aus dem Jahr 1616, das Messingbecken zeigt eine Darstellung der Verkündigung; es stammt aus einer Nürnberger Werkstatt aus der Zeit um 1500.
Die Orgel ist ein Werk von Carl Gottlob Häcker aus dem Jahr 1825 mit 11 Registern auf einem Manual und Pedal.

### Grabmale
An der Ostwand des nördlichen Kreuzarmes sind zwei wandelbare Epitaphien für Anna von Einsiedel von Johann de Pierre aus dem ersten Viertel des 17. Jahrhunderts zu sehen; sie zeigen gemalte Darstellungen der Verstorbenen mit ihren Kindern in aufwändig gearbeiteten Rahmen. Besonders hervorzuheben ist die hohe Qualität der großformatigen Darstellung des von Christus gehaltenen Leichnams, auf der Rückseite sind Engel dargestellt. Die Tür der Sakristei und zum Kapellenaufgang ist mit lebensgroßen Engelsdarstellungen versehen, dazwischen ist ein Relief in hoher Qualität mit dem Leichnam Christi im Grab mit dem Künstlernamen Michael Zieger aus der Zeit um 1616 in einem späteren Akanthusrahmen zu sehen.
An den Südseiten der Kreuzarme sind Bildnisse von Persönlichkeiten der Reformation vermutlich von 1616 angebracht. Hinter dem Altar befindet sich ein Epitaph für Heinrich von Einsiedel († 1671) in schwarzem Marmor mit einem von zahlreichen Wappen umgebenen Inschriftenfeld.